# Vincent de Chausenque
Vincent de Chausenque est un pyrénéiste français, né le 9 avril 1781 à Gontaud (Lot-et-Garonne) et décédé le 29 avril 1868 dans la même commune.

## Biographie
Après des études au collège de Sorèze (Tarn), où se forma son goût pour l'histoire naturelle, Chausenque entra à l'école du génie de Metz en 1802. Deux ans plus tard, officier topographe, il fut envoyé dans les Pyrénées, chargé des cartes de Tarbes, Lourdes et Barèges. Ses premières excursions autour de Barèges et de Cauterets furent le point de départ d'une passion pour les Pyrénées qui ne le quitta plus. Il démissionna de l'armée en 1808 et s'éloigna quelque peu des Pyrénées jusqu'en 1822. À partir de cette date il multiplia les excursions le long du versant français de la chaîne pyrénéenne.
Chausenque fut davantage un explorateur et un naturaliste amateur qu'un véritable grimpeur. On a néanmoins donné son nom à :
- la pointe Chausenque (3 204 m), dans le massif du Vignemale, dont il fit la première ascension connue le 30 juin 1822 ;
- l'épaule de Chausenque (3 154 m), dans le massif du Vignemale ;
- la brèche de Chausenque (2 790 m), qu'il franchit le 10 juillet 1847 au cours de la première ascension connue du Néouvielle.

## Écrits
- Vincent de Chausenque, Les Pyrénées, ou Voyages pédestres dans toutes les régions de ces montagnes depuis l'Océan jusqu'à la Méditerranée, Paris, impr. Lecointe et Pougin, 1834 (réimpr. 1854 & 1863, Agen, impr. Prosper Noumel), 2e éd., t. 1 et t. 2.

## Sources
- Ressource relative à la recherche :   - La France savante
- Notices d'autorité :   - VIAF
  - ISNI
  - BnF (données)
  - IdRef
  - GND
- Henri Beraldi, Cent ans aux Pyrénées, sept tomes édités à Paris de 1898 à 1904, réimpression par Les amis du Livre Pyrénéen, Pau, 1977. Tome 2, p. 6 à 59 et 126 à 129.